# Rio Barbu
O Rio Barbu é um rio da Romênia afluente do Rio Sec, localizado no distrito de Vâlcea.